# 컬럼비아 우주왕복선 공중분해 사고

STS-107의 미션 기장

컬럼비아 우주왕복선 공중분해사고( - 宇宙往復船空中分解事故, Space Shuttle Columbia disaster)는 우주왕복선 컬럼비아 호가 2003년 2월 1일 STS-107 임무를 마치고 귀환하던 중에 텍사스주 상공에서 공중분해되어 승무원 7명 전원이 사망한 사고이다.

## STS-107의 승무원
참고로, 챌린저 우주왕복선 폭발사고는 시신이나 부품이 떨어질 때 대기와의 마찰이 거의 없어서 승무원들의 시신을 거의 온전한 상태로 찾을 수 있었으나, 이 공중분해 사고는 대기권과 심한 마찰을 해서 시신이든 뭐든 거의 다 타버려서 헬멧이나 일부 열에 강한 부품들만 조각으로 떨어지고 마는 가장 비극적인 우주왕복선 사고가 되었다.

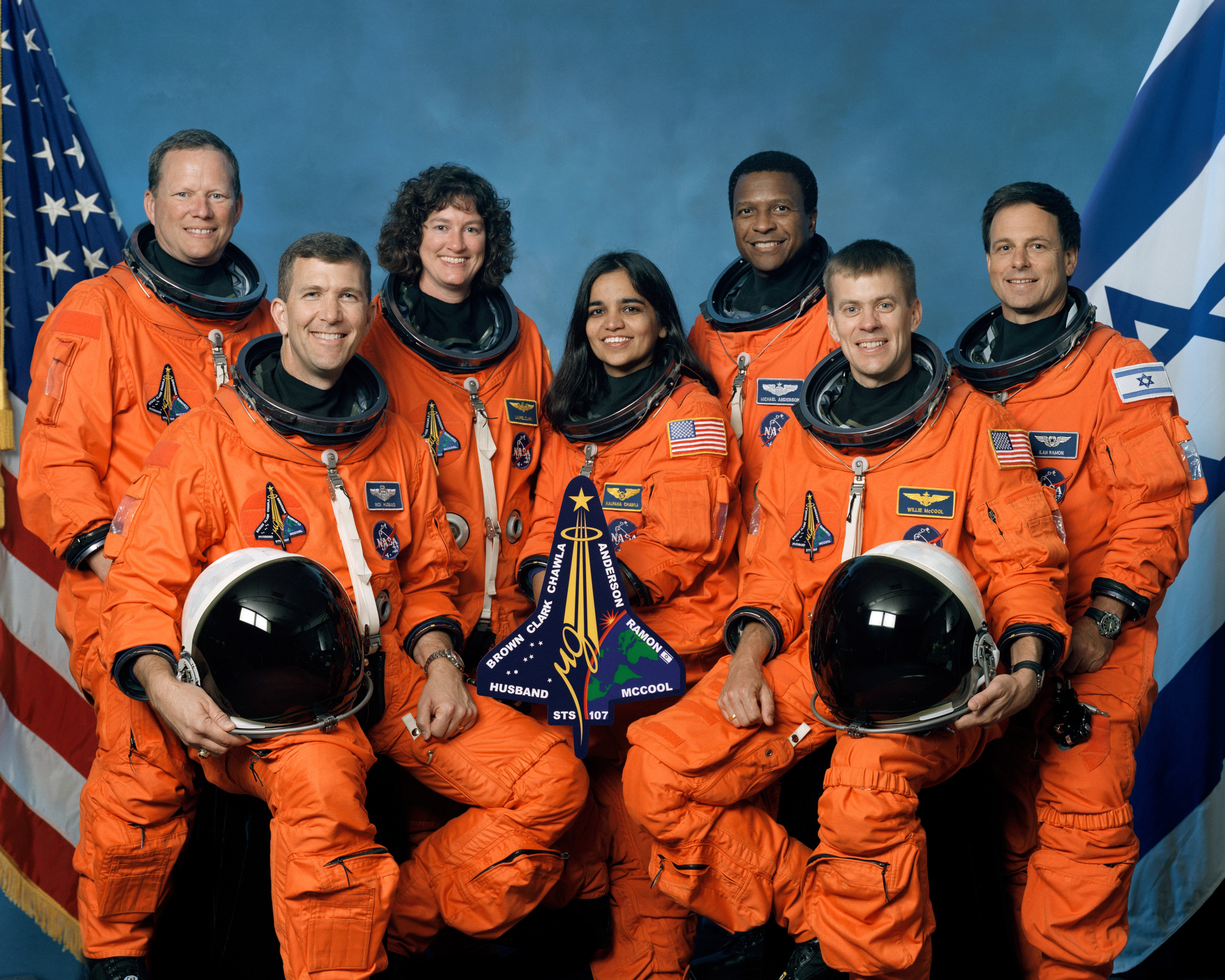
STS-107의 승무원

- 릭 허스밴드 (선장)

1957년 7월 12일생. 텍사스주 출신. 1994년 12월에 우주비행사로 선발된다. 1999년에 STS-96으로 첫비행. 미국 공군 대령, 기계공학 석사.
- 칼파나 촐라 (미션 스페셜리스트)

1961년 7월 1일생. 인도 출신. 1994년 12월에 우주비행사 후보로서 선발된다. 1995년 3월 존슨 우주 센터에서 훈련을 개시해, 1년 후에 미션 스페셜리스트로서 선정된다. STS-87로 로봇 팔 오퍼레이터로서 첫비행.
- 윌리엄 맥콜(파일럿)

1961년 9월 23일생. 캘리포니아주 출신. 1996년 우주비행사 후보로서 선발된다. 우주왕복선 승무원의 자격을 2년 후에 얻었다. 미국 해군 중령, 컴퓨터 사이언스 석사.

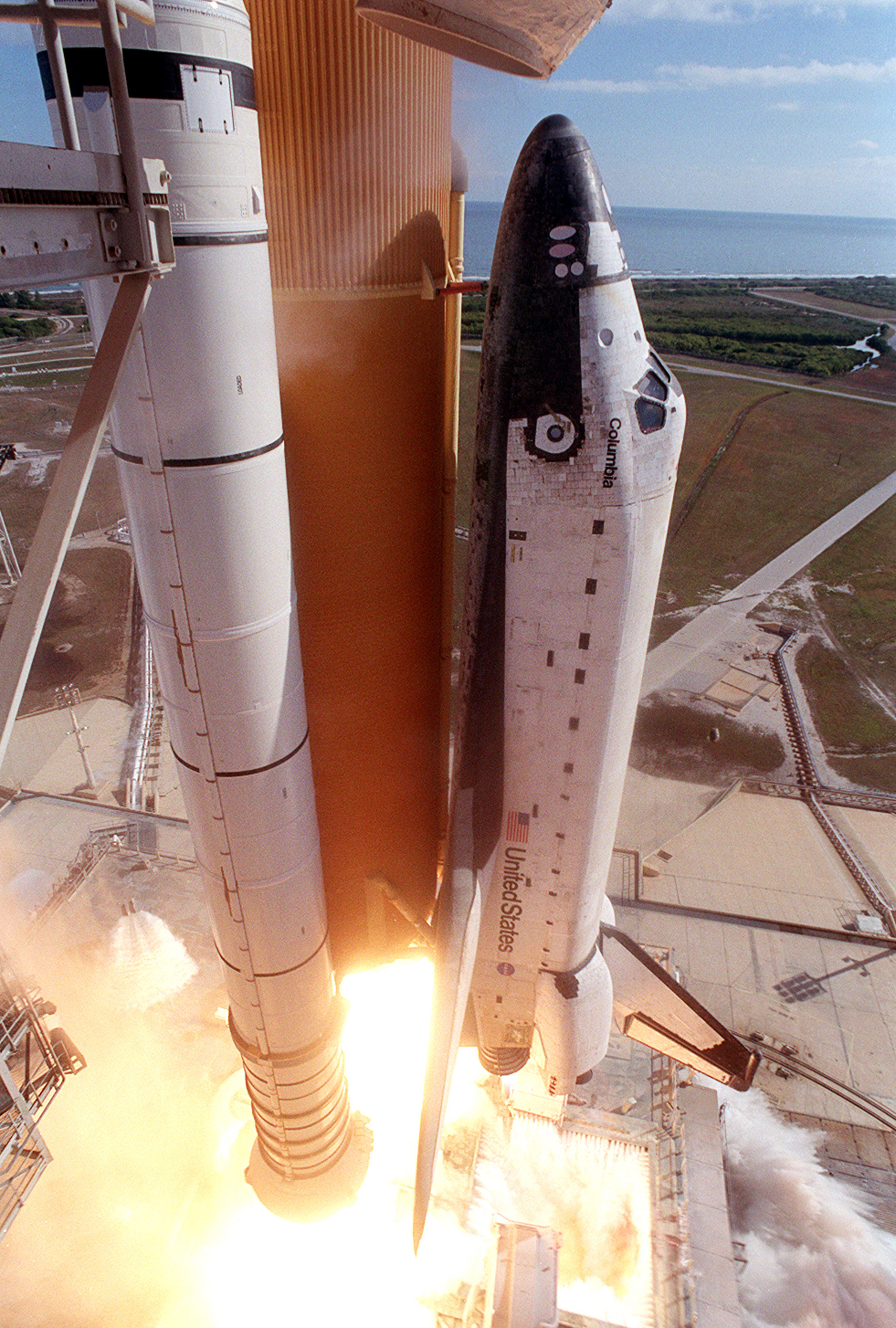
STS-107의 발사

- 데이비드 맥도웰 브라운 (미션 스페셜리스트)

1956년 4월 16일생. 버지니아주 출신. 1996년 4월에 우주비행사 후보로서 선발되어 동년 8월에 존슨 우주 센터에서 훈련을 개시한다. 2년간의 훈련을 수료하고 미션 스페셜리스트로 선정된다. 미국 공군 대령.
- 로렐 클라크 (미션 스페셜리스트)

1961년 3월 10일생. 아이오와주 출신. 1996년 4월 우주비행사 후보로서 선발된다. 2년 후에 존슨 우주 센터의 훈련을 수료해 미션 스페셜리스트로 선정된다. 미국 공군 중령.
- 마이클 앤더슨 (페이로드 커맨더)

1959년 12월 25일생. 뉴욕주 출신. 1994년 12월에 우주비행사 후보로서 선발된다. 존슨 우주 센터에서 훈련을 개시해 1년 후 미션 스페셜리스트로 선정된다. 미국 공군 중령.
- 일란 라몬(페이로드 스페셜리스트)

1954년 6월 20일생. 이스라엘 텔아비브 출신. 1981년에 F-16의 파일럿으로서 이라크의 원자로를 폭격하는 바빌론 작전에 참가. 1997년 페이로드 스페셜리스트로 선정되어 첫 이스라엘인 우주비행사가 된다. 이스라엘 공군 대령.

## 공중 분해까지의 경위
(미 동부표준시 기준)
- 8:44:09 - 대기권 재돌입 개시. 우주왕복선 내열 시스템 참조.
- 8:49:00 - 좌익 RCC 패널 뒤편 및 전연부 뒤의 온도 상승이 시작됐다. 이것은 8:44:09 ~ 8:49:00 에 고온 가스가 좌익의 RCC 패널에 진입한 것을 증명한다.
- 8:52:00 - 고온 가스가 전연부 틈새로부터 날개 내부에 진입. 그 직후 고온 가스에 의해 리얼 타임 텔레메트리 및 데이터 리코더 데이터 배선의 가열이 시작되었다.
- 8:52:16 - 1번째의 센서 고장이 발생.(데이터 리코더 좌익 상부 압력 센서) 다음의 4분간 164개의 센서가 고장(대부분은 처음 2분 동안에 고장). 마지막으로 확인된 센서 고장은 8:56:24 에 있었다.
- 8:52:05 - 항공 관제 시스템이 좌익 저항 증가를 감지해 대응.
- 8:53:46 - 캘리포니아 해안 횡단 20초 후, 지상으로부터 목격된 1번째의 파편이 추락. 파편은 날개 표면 또는 단열재의 일부로 추정된다 - 이 시간대에, 내부 알루미늄 구조체 손상의 가능성(1), 알루미늄 파편의 영향으로 추정되는 통신 두절(2)이 13회 있었다.
- 8:54:20 - 기체 공력의 큰 변화를 관측. 이것은 좌익이 손상된 것을 나타내었고, 지상에서도 다수의 파편 추락이 관측되었다.
- 8:56:16 - 유압 라인 온도가 이상 상승. 이 시점까지 고온 가스가 왼쪽 랜딩기어 격납고에 진입했던 것이 판명됨.
- 8:58:09 - 파편 추락을 수반하는 기체 공력의 큰 변화를 관측. 이것에 대응해 보조익의 각도의 급격한 변화가 일어났다.
- 8:58:56 - 이 시점에서 모든 왼쪽 랜딩기어 타이어 압력 및 온도 데이터가 상실. 이것은 격납고 내부 손상의 급격한 진행을 나타낸다.
- 8:59:29 - 계속해서 진행된 좌익 손상에 의해 기체 공력의 큰 변화가 있었다. 이것에 대응해 컬럼비아호는 오른쪽 요제트(yaw jet)를 4기 모두 분사했다.
- 8:59:32 - 미션 컨트롤 센터(MCC)에서의 모든 텔레메트리데이터의 수신이 불가능하게 된다.
- 9:00:14 - 데이터 리코더의 데이터 상실.
- 9:00:23 - 비디오 영상에 의해 기체의 파괴가 확인되었다.

## 사고 원인

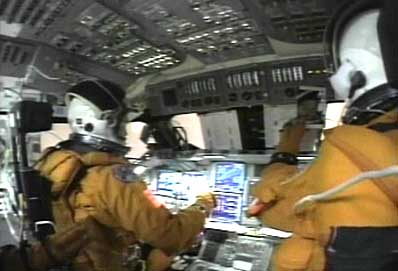
폭발 전에 촬영된 재진입 중인 컬럼비아호 내부. 창문 밖으로 재진입 시 발생하는 대기권의 화염이 보인다.

발사시에 외부 연료 탱크로부터 벗겨져 떨어진 단열재의 파편이 충돌한 것 때문에 뚫렸다고 추정되는 좌익 전연의 구멍에 대기권 재돌입 시 고온의 공기가 유입되어 좌익에서부터 파괴가 시작되어 공중 분해되었다고 추정되고 있다.
이 외부 연료 탱크의 단열재의 파편이 좌익에 충돌한 것은, 발사 다음날에 영상을 확인했을 때에 확인되었다. 그러나, NASA는 단열재와 같은 비중의 가벼운 물체가 큰 손상을 준다고 판단하지 않았다.
파손은 외부 연료 탱크의 바이포드 램프(2각으로 구성되는 궤도선 기수부와 외부 연료 탱크의 접속부)로부터 벗겨져 떨어진 단열재의 파편이 발사 81.9초 후에 좌익 앞 가장자리의 강화 탄소 복합재(RCC) 6~8번 패널 부근에 충돌한 것에 의해서 시작되었다.
대기권 재돌입 시에, 방열 시스템의 균열을 통해 고열의 대기가 서서히 좌익의 구조재를 녹였다. 그 결과, 구조가 취약하게 되어 최종적으로 증대한 공력에 버틸 수 없게 된 날개가 추락한 것으로 기체는 통제 불능 상태가 되어, 궤도선의 붕괴를 일으켰다고 여겨진다.
또, 컬럼비아는 미국 우주왕복선의 기체 중에서 가장 오래된 기체이며, 간접적인 사고 원인으로서 노후화의 가능성도 지적된다.

## 파편의 회수

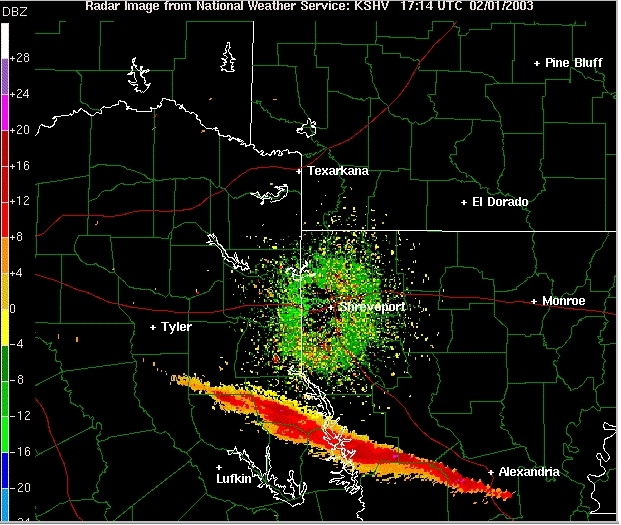
레이다에 포착된 컬럼비아의 잔해

2003년 2월 1일, 파편의 회수가 시작되었다. 사고 발생 수 시간 후, 부시 대통령은 텍사스주 동부를 연방 재해지역으로 선포하고 미합중국 연방 긴급사태 관리청(FEMA)과 환경보호국(EPA)의 팀을 파견해 파편을 수색하고, 현지의 경찰관들, 자원봉사자들, 현지의 주민들 등도 수색에 참가했다.
텔레메트리, 레이더, 사진, 비디오, 기상 데이터 등을 기초로 텍사스주 동부의 산림을 수색했다. 항공 수색 팀은 헬리콥터와 항공기로 지상 탐색 팀의 지원을 실시했다. 또 파편이 많이 산재한 지역에 있는 호수와 저수지의 조사를 위해 위해 잠수 팀이 편성되었다.
2003년 5월 6일, 마지막으로 회수된 파편이 케네디 우주센터로 옮겨졌다. 합계로 83,743개, 중량은 38,460 kg 으로, 귀환 시의 컬람비아 호의 중량 101,010 kg의 약 38% 에 이른다.

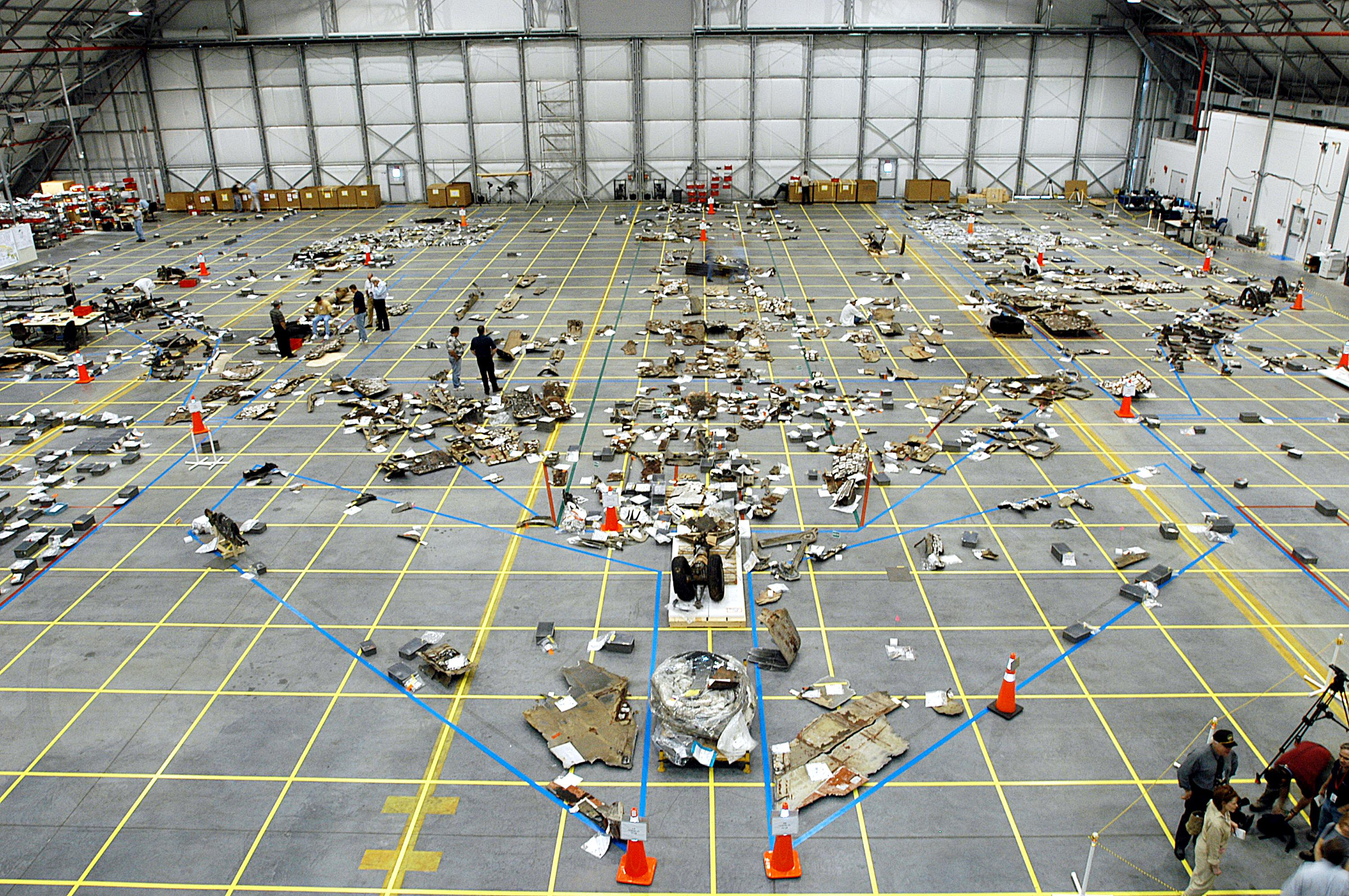
2003년 3월 27일, 케네디 우주센터의 격납고 안에 모인 컬럼비아의 파편들

사고 며칠 후, 컬럼비아의 소니 사제 비디오 카메라로부터 우주비행사들이 공중 분해 직전에 선내에서 촬영했다고 추정되는 녹화 테이프가 발견되었다. 또, 2008년에는 데이터 복구 회사가 회수된 하드 디스크 내의 실험 데이터를 복구하는 것에 성공, 선내에서 기록되었던 무중력 상태에 있어서의 제논의 점성에 관한 연구논문이 출판된다.
덧붙여 텍사스주 내외의 광범위한 지역에 파편이 낙하해, 그 일부는 운전 중인 자동차나 민가에 낙하했고, 산불을 일으킨 것도 있었지만, 지상에서의 인명 피해는 전무했다.

## 각국의 반응
- 미국

컬럼비아호의 사고는 미국 국민에게 큰 충격을 주었고, 부시 대통령은 사고 직후의 긴급 TV 연설로 "오늘은 비극의 날이지만, 앞으로도 우주 개발은 계속된다"고 말했다.
- 이스라엘

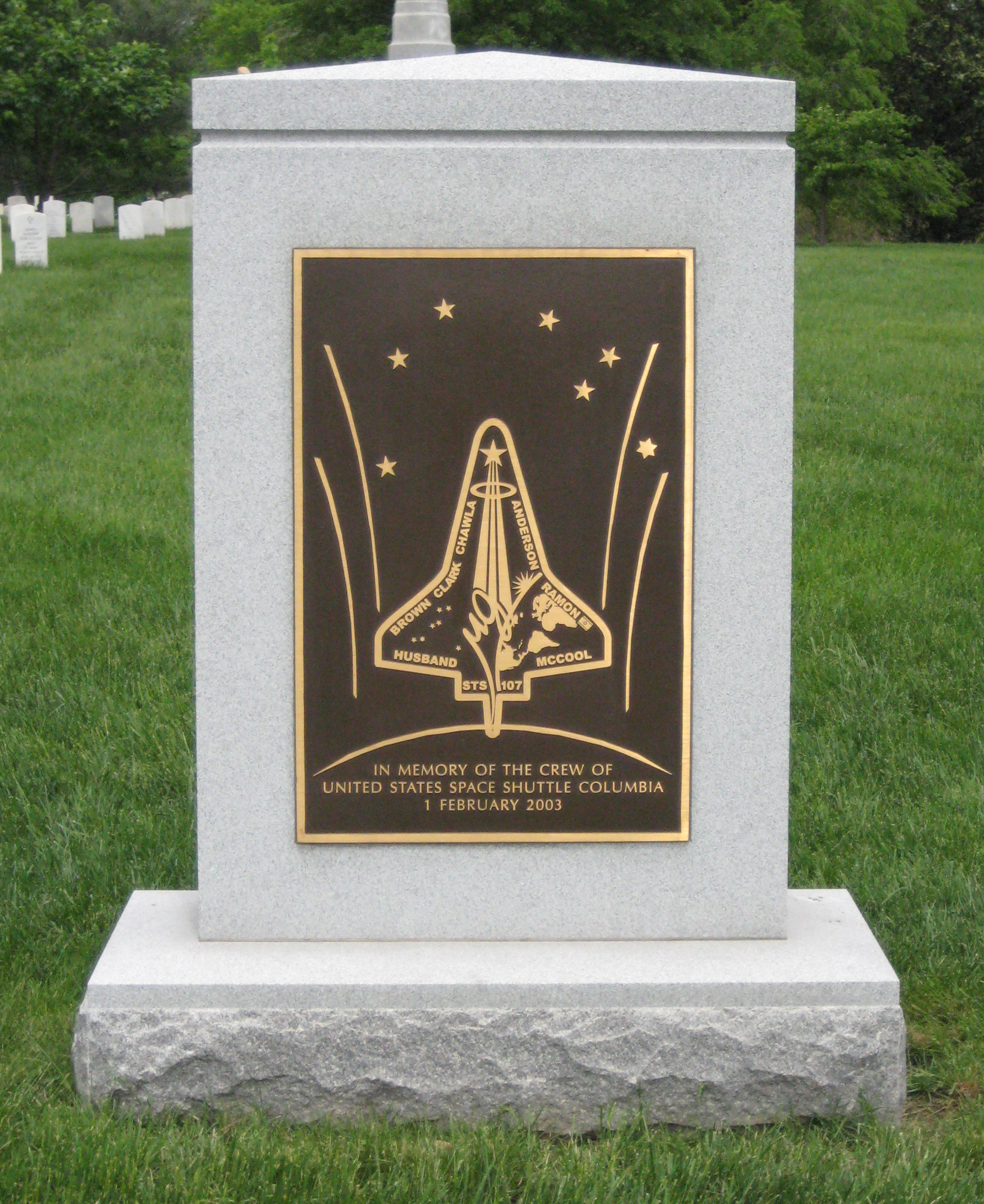
앨링턴 국립 묘지에 세워진 컬럼비아의 추모비

일란 라몬의 죽음은 이스라엘 내에 큰 충격을 주었다.
- 인도

이스라엘과 마찬가지로, 인도 출신 우주비행사 칼파나 촐라의 죽음도 인도 국내에 큰 충격을 주었다.
- 이라크

이라크 내에서는 "천벌이다"라는 등의 의견도 있었다. 사망한 일란 라몬이 이라크의 원자력 발전소 공격 임무에 참가했기 때문이었다. 이 사고에 의해서 '이라크에 대한 공격이 늦어진다, 혹은 반대로 앞당겨진다'라고 하는 억측이 퍼졌다.
- 일본

NHK는, 일본인 우주비행사를 소재로 한 NHK 연속 TV 소설 『まんてん』에서 '명복을 기원합니다'라는 텔롭을 삽입했다.

## 미디어의 대응
CNN은, 사고 발생 후 곧바로 특별 프로그램에서 컬럼비아가 공중 분해하는 영상을 반복해 방영했다. 다른 미디어들도 특별 프로그램에서 사고를 보도했다. 해외의 뉴스에서도 사고에 대해 연일 크게 보도되었다.

## 사고의 영향

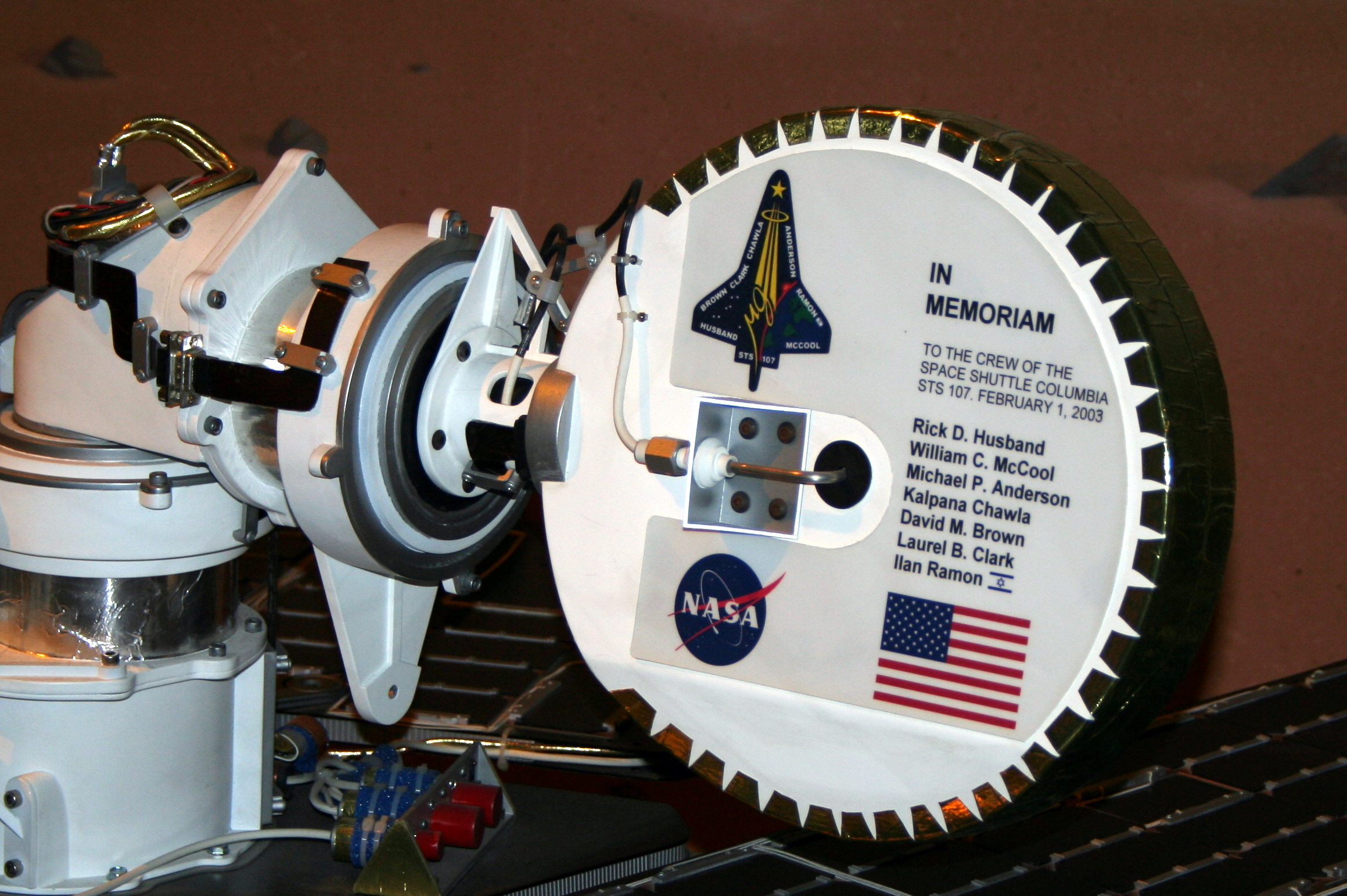
화성 탐사선 스피릿 로버에 실린 컬럼비아의 추모패

STS-114에 의한 우주왕복선의 발사 재개까지 2년 반이 가깝게 걸려, 이후의 미션에서는 랑데부 피치 매뉴버(RPM)와 센서 부착 검사용 연장 붐에 의한 궤도상에서의 타일 손상 검사를 하게 되었다.
우주왕복선의 노후화, 고비용, 신뢰성의 저하를 지적하는 의견은 사고 이전부터 존재했지만, 이 사고에 의해 우주왕복선의 은퇴, 후계기로 이전의 캡슐형 우주선 오리온의 개발을 결정지을 수 있었다.

## 같이 보기
- 챌린저 우주왕복선 폭발 사고
- 우주왕복선 내열 시스템